# 마젤라 어택
마젤라 어택(영어: Mazella Attack, 일본어: マゼラアタック)은 《건담 시리즈》에 등장하는 가공의 병기이다. 1979년에 방영된 TV 애니메이션 《기동전사 건담》에서 처음으로 등장했다.
작품 내에서 적측 세력인 지온 공국군의 대형 전차이다. 현실의 전차보다 장착 위치가 높은 포탑이 특징으로 이 부분을 분리해 단시간 동안 비행할 수도 있다. 작품 내에서는 주로 인간형 로봇 병기인 모빌 슈트(MS)의 후방 지원을 담당한다.
콘도 카즈히사의 만화 작품에서는 "마젤란 어택"이라고 표기되었다.

## 같이 보기
- 기동전사 건담